# Richard Rodgers (giocatore di football americano)
Richard Christopher Rodgers II (Worcester, 22 gennaio 1993) è un giocatore di football americano statunitense che gioca nel ruolo di tight end per il Washington Football Team della National Football League (NFL). Fu scelto nel corso del terzo giro (98º assoluto) del Draft NFL 2014. Al college ha giocato a football coi California Golden Bears

## Carriera professionistica

### Green Bay Packers
Rodgers fu scelto dai Green Bay Packers nel corso del terzo giro del Draft 2014. Debuttò come professionista partendo come titolare nella gara della settimana 1 contro i Seattle Seahawks campioni in carica, senza fare registrare alcuna ricezione. Segnò il primo touchdown nella settimana 12 contro i Vikings e andò ancora a segno sette giorni dopo nella vittoria sui Patriots.
L'11 gennaio 2015, Rodgers segnò un touchdown nel divisional round dei playoff vinto contro i Dallas Cowboys, con Green Bay che si qualificò per la finale della NFC.
Il 3 dicembre 2015, nella gara del giovedì in casa dei Detroit Lions, i Packers si trovarono in svantaggio di 20 punti nel corso della partita e a pochi istanti dal perdere la quinta delle ultime sei. Con il tempo sul cronometro che andava esaurendosi tuttavia, Rodgers ricevette un passaggio da touchdown da 61 yard dal quarterback Aaron Rodgers che diede a Green Bay l'ormai insperata vittoria. La sua annata si chiuse guidando la squadra con 8 touchdown su ricezione assieme a James Jones

## Statistiche
| Partite totali      | 16  |
| Partite da titolare | 5   |
| Ricezioni           | 20  |
| Yard ricevute       | 225 |
| Touchdown           | 2   |

Statistiche aggiornate alla stagione 2014